# 大兵 (電影)
《大兵》（英語：A Soldier's Story）是一部1984年的美國電影，由執導，、主演。此片也得到同年莫斯科影展最佳影片

## 演員
- 飾
- 飾

## 外部連結
- 開眼電影網上《大兵》的資料（繁體中文）
- 豆瓣电影上《大兵》的資料 （简体中文）
- 时光网上《一个士兵的故事》的資料（简体中文）
- AllMovie上《大兵》的资料（英文）
- 爛番茄上《大兵》的資料（英文）
- Box Office Mojo上《大兵》的資料（英文）
- TCM电影资料库上《大兵》的资料（英文）
- 互联网电影数据库（IMDb）上《大兵》的资料（英文）

1. ↑  . The Numbers.   [2025-07-20].